# Liste der Stolpersteine in Neuenhagen bei Berlin

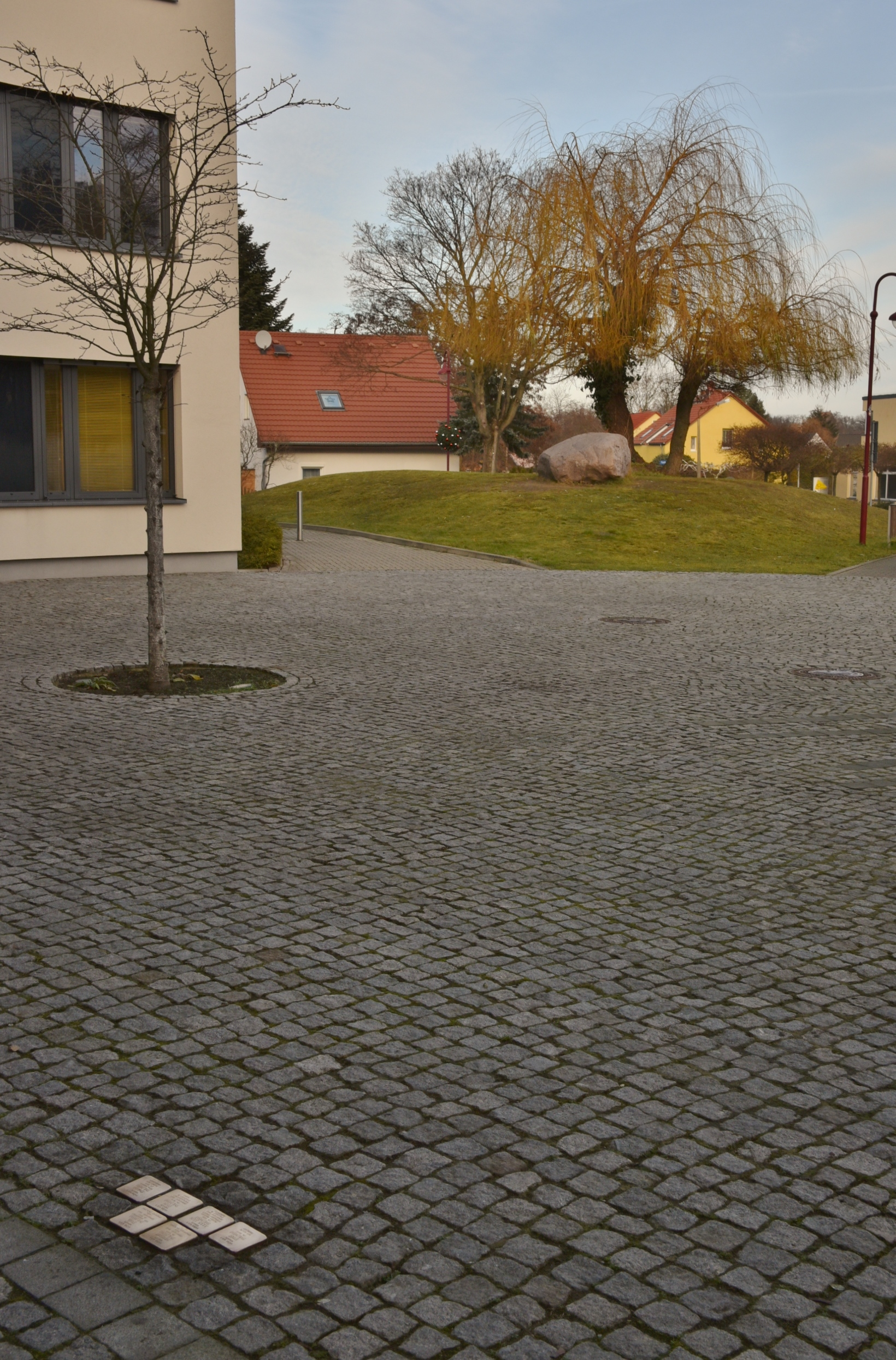
Die vor dem Rathaus verlegten Stolpersteine in Neuenhagen

In der Liste der Stolpersteine in Neuenhagen bei Berlin werden die vorhandenen Stolpersteine aufgeführt, die im Rahmen des Projektes des Künstlers Gunter Demnig in der brandenburgischen Gemeinde Neuenhagen bei Berlin bisher verlegt worden sind.
Stolpersteine erinnern an das Schicksal der Menschen, die von den Nationalsozialisten ermordet, deportiert, vertrieben oder in den Suizid getrieben wurden. Die Stolpersteine werden in der Regel von Gunter Demnig vor dem letzten selbstgewählten Wohnsitz des Opfers verlegt.

## Stolpersteine
In Neuenhagen bei Berlin wurden sieben Stolpersteine an zwei Anschriften verlegt.
Die Tabelle ist teilweise sortierbar; die Grundsortierung erfolgt alphabetisch nach dem Familiennamen.
| Stolperstein | Inschrift | Verlegeort      | Name, Leben            |
| ------------ | --- | --------------- | ---------------------- |
|              | GRÜNE AUE 5 WOHNTE EGON SMILOWSKI JG. 1912 DEPORTIERT 1942 THERESIENSTADT ERMORDET IN PIASKI                                          | Vor dem Rathaus | Egon Smilowski         |
|              | GRÜNE AUE 5 WOHNTE ERNA SMILOWSKI GEB. SOMMERFELD JG. 1891 DEPORTIERT 1942 RIGA ERMORDET 18.8.1942                                    | Vor dem Rathaus | Erna Smilowski         |
|              | GRÜNE AUE 5 WOHNTE ERNST SMILOWSKI JG. 1905 MIT HILFE ÜBERLEBT                                                                        | Vor dem Rathaus | Ernst Smilowski        |
|              | GRÜNE AUE 5 WOHNTE HERBERT SMILOWSKI JG. 1885 DEPORTIERT 1942 RIGA ERMORDET 18.8.1942                                                 | Vor dem Rathaus | Herbert Smilowski      |
|              | GRÜNE AUE 5 WOHNTE JOHANNA SMILOWSKI VERH. ANHANG JG. 1916 FLUCHT 1939 ARGENTINIEN                                                    | Vor dem Rathaus | Johanna Smilowski      |
|              | GRÜNE AUE 5 WOHNTE JULIUS JULIN SMILOWSKI JG. 1910 FLUCHT BELGIEN INTERNIERT DRANCY DEPORTIERT 1942 ERMORDET IN AUSCHWITZ             | Vor dem Rathaus | Julius Julin Smilowski |
|              | HIER WOHNTE JOHANNA SOLF GEB. DOTTI JG. 1887 IM WIDERSTAND SOLF-KREIS VERHAFTET 12.1.1944 MEHRERE GEFÄNGNISSE, KZ ENTLASSEN 23.4.1945 | Hauptstraße 78  | Johanna Solf           |

## Verlegung
Die Verlegung erfolgte am 11. Februar 2016 durch den Künstler Gunter Demnig persönlich.